# Lampreado

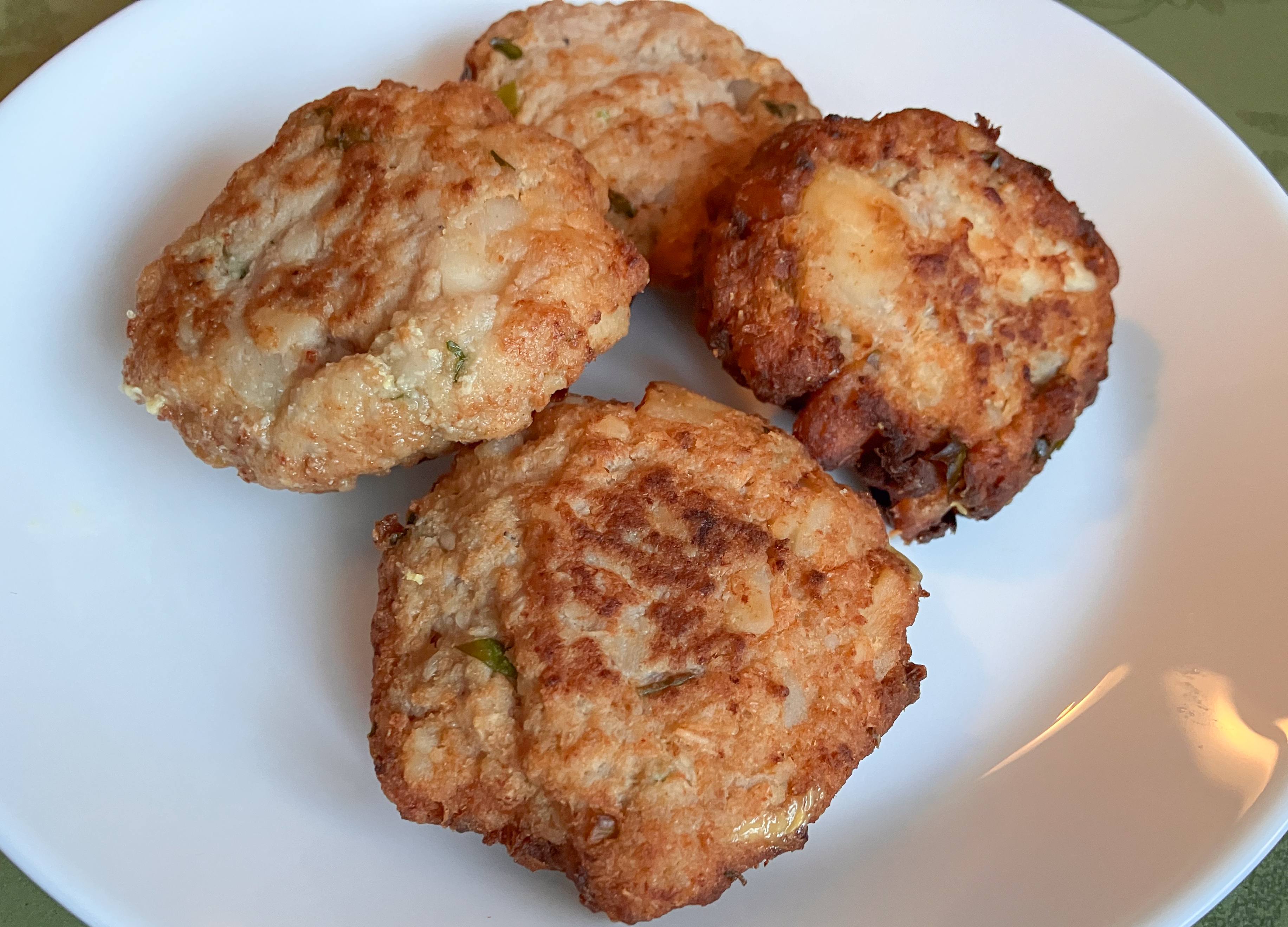
Payaguá mascada.

El lampreado o payaguá mascada es un plato tradicional de la gastronomía de Paraguay hecho de mandioca, carne molida, ajo, cebolla y aceite. Existen variedades diversas donde se utilizan grasa vacuna o porcina, almidón, en la que la mandioca se mezcla con carne cruda.
El lampreado es ideal para el avío de viajantes y troperos (conductores de tropa de ganado vacuno, principalmente), debido a que puede conservarse por varios días. En resumen, es ideal para la provisión que se lleva al hato para alimentarse durante el tiempo que se tarda en volver al pueblo o cortijo, entre pastores y gente de campo. En la zona del departamento de Misiones, por ignorantismo, se le dice «lambreado».
Domingo Hernández de Maceras en su Libro del Arte de Cozina, 1607, en el  capítulo XV que tiene por título: Cómo se han de hazer torreznos lampreados dice lo siguiente:

Se han de tomar los torreznos del pernil, y no han ser pequeños, ni grandes, sino medianos, y se han de echar en remojo de parte de noche, y después se han de limpiar muy bien, y freyrlos medio fritos. Luego se han de echar en una olla, o caçuela, echándoles de todas las especias, que son clavos, pimienta, açafrán, jengibre y canela, porque cualquier lampreado requiere todas estas especias con miel , o açucar; la cantidad que fuere menester, conforme a los torreznos, echándoles vinagre, o agraz , coziendo con todo este recaudo, y con un poco de vino. De suerte que hierva todo, y cuezan hasta que al maestro le pareciere. Y después de puestos en los platos, se les ha de echar açúcar y canela, y después de assi lampreados, sirven para hazer ojaldres.

## Características
Para su preparación se pela la mandioca y ponemos a hervir en agua salada hasta que esté razonablemente blanda. Luego se pasa por la máquina de moler, se amasa la carne molida, el ajo y la cebolla rehogados en aceite, la sal y la galleta molida. Con la pasta se forman tortitas parecidas a una hamburguesa y se las fríe en aceite bien caliente. Para menguar su valor calórico y su pesantez para el estómago se acostumbra servir la payaguá mascada con ensaladas.
El nombre lampreado proviene del verbo «lamprear», que suele significar más concretamente la preparación de una vianda compuesta o guisada previamente frita o asada, cocida en agua con azúcar o miel, o con vino y especias finas, a lo cual se añade algo de agrio al momento de servirla. En Paraguay y las regiones del noreste argentino limítrofes con el Paraguay, la definición del DRAE no es exactamente la misma sino que se usa por algunas semejanzas en la preparación. Por otra parte, en muchas provincias del centro y noroeste de Argentina también se usa la palabra lampreado como sinónimo de escalope que es muy diferente al payagua mascada paraguayo o el lampreado del noreste argentino. 
En el Paraguay y en el Noreste argentino se le da el nombre de «payaguá mascada» en alusión a una de las etnias indígenas (“payaguáes”) que poblaron la geografía paraguaya en tiempos precolombinos. En su alimentación consuetudinaria, estos nativos payaguaes se alimentaban, "mascaban", de algo semejante a esa preparación, razón por la cual se extendió el uso corriente de este nombre, tornándose en un alimento típico de los habitantes del Paraguay. Su consumo se extendió desde constituir un alimento básico de la población indígena guaraní a un plato adaptado a las sensibilidades gastronómicas de los colonizadores españoles, siendo actualmente de consumo extendido de la población del Paraguay más aquellas poblaciones limítrofes de la Argentina que comparten rasgos culturales con Paraguay.